# Armstrong Siddeley
Armstrong Siddeley Motor Ltd var en brittisk tillverkare av flygmotorer och personbilar som byggde bilar i Coventry, Warwickshire mellan 1919 och 1960.

## Biltillverkning

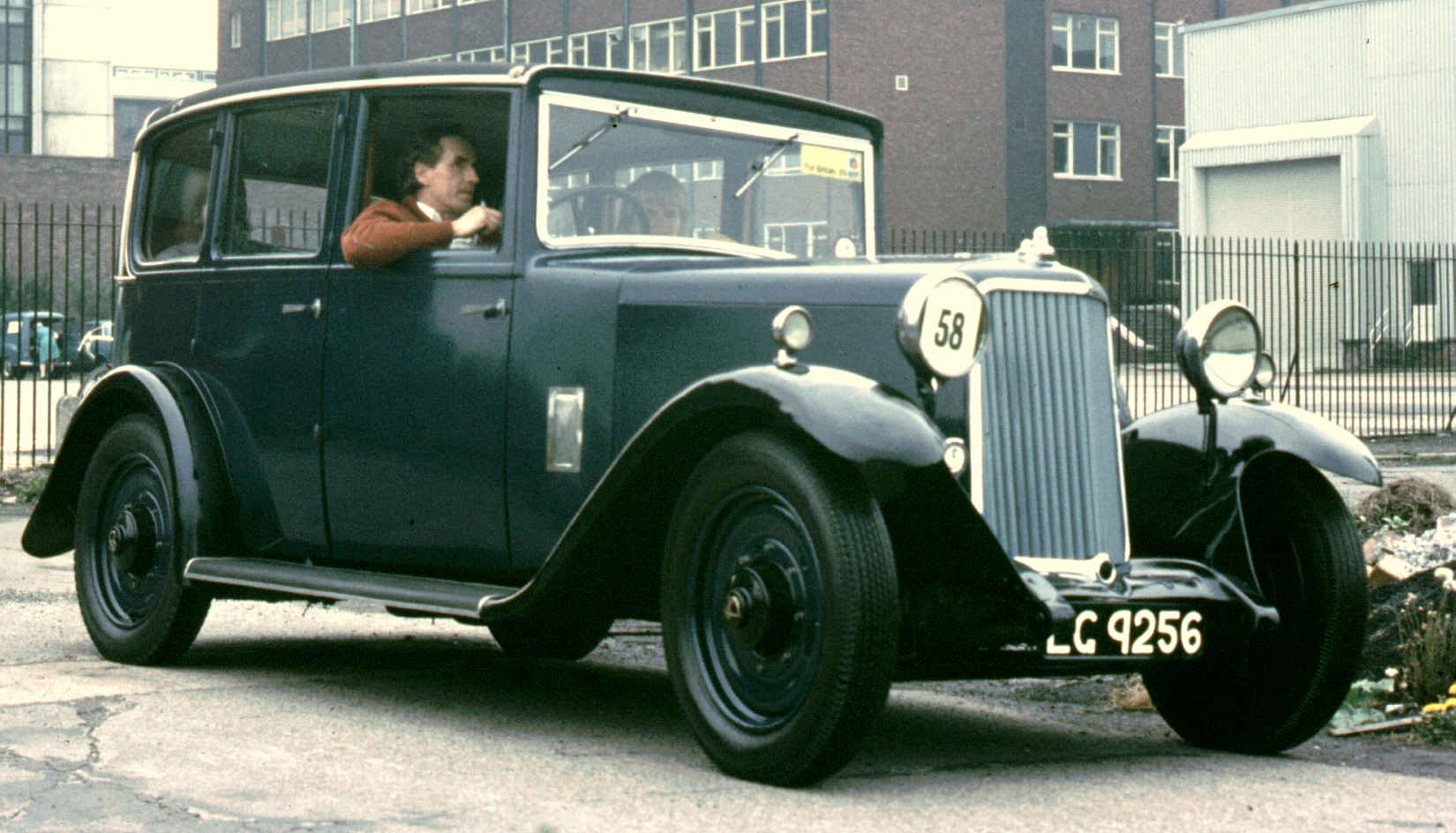
Armstrong Siddeley Long 15 1935

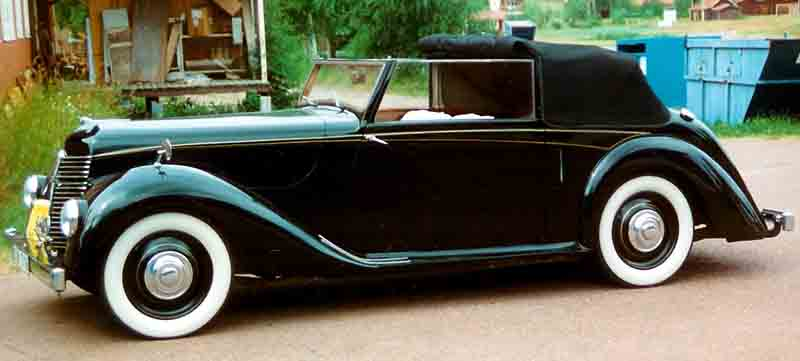
Armstrong Siddeley Hurricane Drophead Coupé 1946

Armstrong Siddeley bildades 1919, när Armstrong Whitworth slog samman sin biltillverkning med Siddeley-Deasy. Armstrong Siddeley blev kända för att bygga familjebilar av hög kvalitet för medelklassen. Det nybildade företagets första bil var en lyxig modell med sexcylindrig motor på fem liter. Snart tillkom mindre och billigare modeller. 1929 blev Armstrong Siddeley första biltillverkare att erbjuda kunderna Wilson förväljarlåda och från 1933 blev denna standard på alla modeller. 1933 introducerades Armstrong Siddeley Special. Dess femlitersmotor var byggd i aluminium, enligt förtegets höga flygmotorstandard. Modellens sportiga ambitioner hämmades något av en vikt på 2,5 ton. Modellen tillverkades i 253 exemplar under fyra år. 1935 gick Armstrong Siddeley samman med flygplanstillverkaren Hawker Aircraft och bildade Hawker Siddeley. Från 1936 byggdes bara sexcylindriga modeller med toppventiler.
Armstrong Siddeley presenterade sina första bilar efter andra världskriget redan 1945. De baserades på förkrigsbilarna, men hade nya karosser och individuell framhjulsupphängning med torsionsstavar. För första gången på drygt tio år såldes bilarna även med manuell växellåda. Motorn var på två liter, men förstorades 1949 till 2,3 liter. Modellerna uppkallades efter Hawkers berömda stridsflygplan från kriget, som Hurricane, Lancaster och Typhoon. 1952 kom den större Sapphire-modellen med 3,4-litersmotor. 1956 tillkom två mindre modeller, den fyrcylindriga 234 och den sexcylindriga 236. Dessvärre blev dessa ingen försäljningsframgång.
Armstrong Siddeleys sista bil blev Star Sapphire med fyralitersmotor. 1960 gick moderbolaget Hawker Siddeley samman med Bristol Aeroplane Company i ett första steg mot bildandet av flygjätten BAC. Bristols biltillverkning fortsatte i det nya företaget Bristol Cars, medan Armstrong Siddeleys biltillverkning upphörde.

### Modeller i urval
- Long 15
- 12 HP
- 16 HP
- Special
- Sapphire

## Motortillverkning

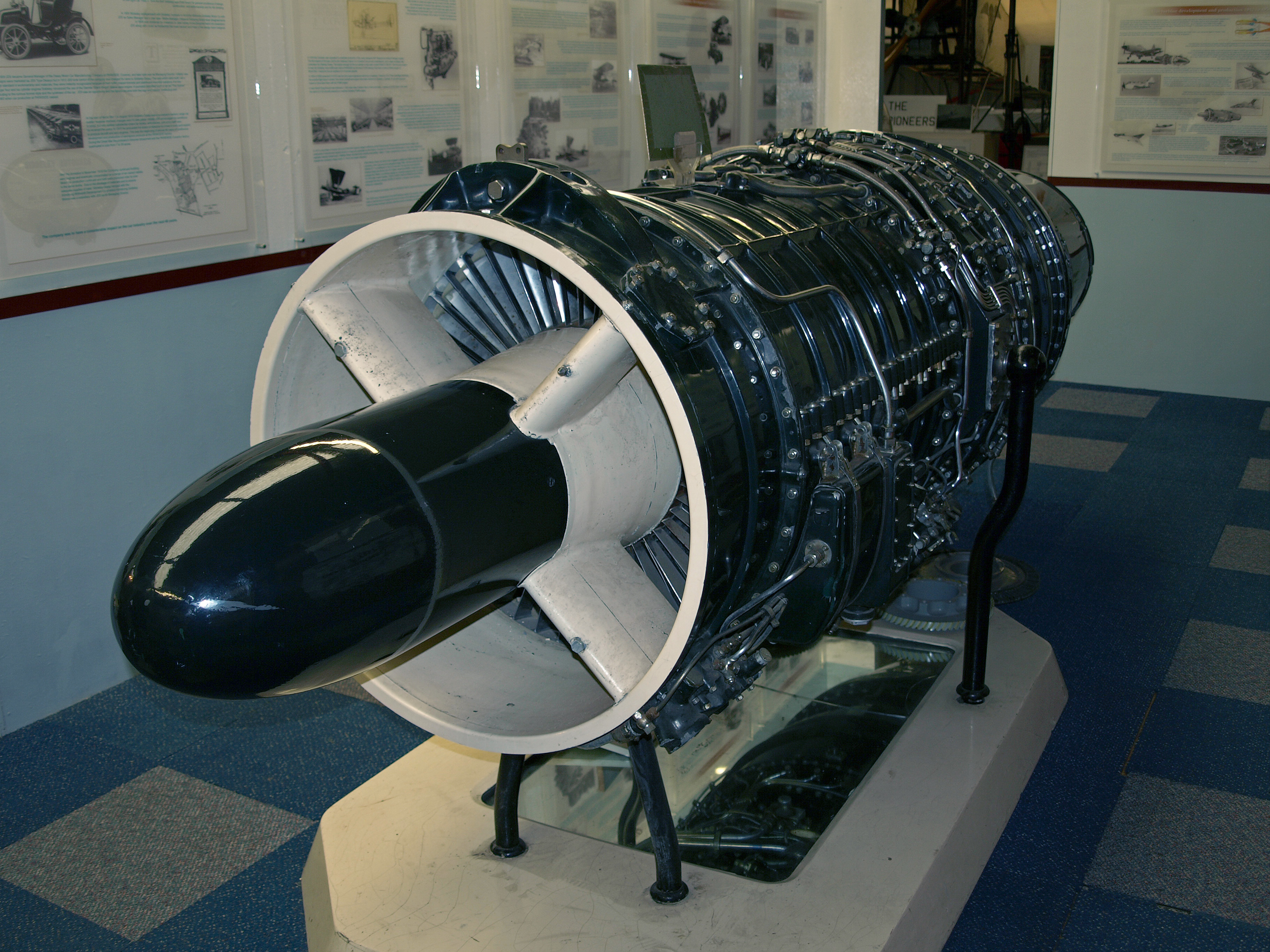
Armstrong Siddeley Sapphire jetmotor.

Under tjugo- och trettiotalen byggde Armstrong Siddeley stjärnmotorer till flygplan. Företaget började arbeta med gasturbiner 1939. Efter andra världskriget byggdes jetmotorer och turbopropmotorer. Tidiga exemplar av jaktplanet Hawker Hunter använde koncernens jetmotor Sapphire, men de Hawker-plan som flögs av svenska flygvapnet under beteckningen J 34 hade Rolls-Royce Avon-motorer. Armstrong Siddeley byggde även raketmotorer till robotar.
Efter sammanslagningen med Bristol 1960 döptes det nya företaget om till Bristol Siddeley. Detta företag gick 1966 upp i Rolls-Royces flygmotordivision.
Mellan 1930 och 1955 byggde Armstrong Siddeley även dieselmotorer för stationärt och marint bruk.